# Tragocephalini
Tribu
Synonymes
- Tragocephalites Thomson, 1857[1]

Les Tragocephalini sont une tribu d'insectes coléoptères de la famille des Cerambycidae et de la sous-famille des Lamiinae.

## Liste des genres
Selon BioLib (24 avril 2021) :
- genre Anachariesthes Müller, 1949
- genre Anaplagiomus Téocchi, 1994
- genre Anatragus Kolbe, 1897
- genre Aparescus Kolbe, 1900
- genre Arianida Fairmaire, 1903
- genre Armatosterna Jordan, 1894
- genre Baliesthes Gahan, 1894
- genre Baliesthoides Breuning, 1958
- genre Breuningiana Strand, 1936
- genre Callimation Blanchard, 1844
- genre Cedemon Gahan, 1890
- genre Chariesthes Chevrolat, 1858
- genre Chariesthoides Breuning, 1938
- genre Chemsakiellus Villiers, 1982
- genre Cornuchariesthes Breuning, 1981
- genre Dinocephaloides Breuning, 1951
- genre Dinocephalus Péringuey, 1899
- genre Dodechariesthes Teocchi & al., 2010
- genre Falsonyctopais Lepesme, 1949
- genre Falsotragiscus Breuning, 1955
- genre Graciella Jordan, 1894
- genre Isochariesthes Téocchi, 1993
- genre Kerochariesthes Teocchi, 1989
- genre Melanopais Aurivillius, 1927
- genre Mimochariesthes Teocchi, 1985
- genre Murosternum Jordan, 1894
- genre Neochariesthes Breuning & Téocchi, 1982
- genre Nyctopais Thomson, 1858
- genre Ontochariesthes Teocchi, 1992
- genre Paracedemon Breuning, 1942
- genre Parachariesthes Breuning, 1934
- genre Paradinocephalus Breuning, 1954
- genre Paragraciella Breuning, 1934
- genre Parahyagnis Breuning, 1970
- genre Paramurosternum Breuning, 1936
- genre Paraphosphorus Linell, 1896
- genre Paraplagiomus Breuning & Teocchi, 1980
- genre Parasolymus Breuning, 1934
- genre Paraspilotragus Breuning, 1970
- genre Phosphorus Thomson, 1857
- genre Phymasterna Laporte de Castelnau, 1840
- genre Plagiomus Quedenfeldt, 1888
- genre Poimenesperus Thomson, 1857
- genre Pseudimalmus Breuning, 1934
- genre Pseudochariesthes Breuning, 1934
- genre Pseudophosphorus Breuning, 1934
- genre Pseudotragiscus Breuning, 1934
- genre Pseudotragocephala Breuning, 1934
- genre Rhaphidopsis Gerstäcker, 1855
- genre Scapochariesthes Breuning, 1948
- genre Solymus Lacordaire, 1872
- genre Spilotragoides Breuning, 1981
- genre Spilotragus Jordan, 1903
- genre Spinochariesthes Breuning, 1970
- genre Tragiscoschema Thomson, 1857
- genre Tragocephala Laporte de Castelnau, 1840
- genre Tragostoma Aurivillius, 1914
- genre Tragostomoides Breuning, 1954